# Жданов, Василий Иванович
Василий Иванович Жданов (род. 12 января 1963 Белгородская область, СССР) — советский профессиональный шоссейный велогонщик, выступавший за команду СССР по велогонкам, которая в 1985 году выиграла командную гонку на 100 км для любителей на Чемпионате мира. Заслуженный мастер спорта СССР (1985).

## Биография
Участвовал в Летних Олимпийских играх 1988 года, заняв там седьмое место, и в этом же году выиграл «Гонку Молока». Став профессионалом в 1989 году, не выиграл не одной гонки и закончил карьеру в 1992 году.
В 1987 году Василий Иванович окончил Киевский Университет Физической Культуры (Харьковский филиал). С 1994 по 1996 он возглавлял сборную Украины по шоссейным велогонкам, потом до 2005 года был личным помощником Олега Блохина в Верховной Раде по вопросам спорта.
С 2005 по 2010 год отвечал за вопросы спорта и туризма в Администрации Харьковской области.
С 2011 года — помощник менеджера в итальянской велогоночной команде UAE Team Emirates.

## Профессиональные команды
- 1989 — Alfa Lum — STM (Сан-Марино)
- 1990 — Alfa Lum (Сан-Марино)
- 1991—1992 — TVM — Sanyo (Нидерланды)